# Brasão de Leopoldina (Minas Gerais)
O brasão de Leopoldina é um dos símbolos que representa o município brasileiro de Leopoldina, estado de Minas Gerais. Os outros símbolos são a bandeira e o hino de Leopoldina.